# Megaelosia massarti
Espèce
Synonymes
- Elosia massarti de Witte, 1930

Statut de conservation UICN

 DD  : Données insuffisantes
Megaelosia massarti est une espèce d'amphibiens de la famille des Hylodidae.

## Répartition
Cette espèce est endémique de l'État de São Paulo au Brésil. Elle se rencontre entre 700 et 900 m d'altitude dans les municipalités de Santo André et de Boraceia,.

## Étymologie
Cette espèce est nommée en l'honneur de Jean Massart (1865-1925).

## Publication originale
- De Witte, 1930 : Liste des reptiles et batraciens récoltés au Brésil par La Mission Massart (1922-23) et description de sept nouvelles espèces. Une mission biologique belge au Brésil (Août 1922-Mai 1923), vol. 2, p. 213-230.